# Hebei
Hebei (en chino, 河北; pinyin, Héběiⓘ) es una provincia de la República Popular China. Su capital es Shijiazhuang. Situada al norte del país, limita con Mongolia Interior, Liaoning, el mar de Bohai, Shandong, Henan y Shanxi, además de rodear por completo a Pekín y Tianjin. 
Héběi tiene una población de 65 millones de habitantes (2003) y una extensión de 190 000 km² con una costa de 487 kilómetros.

## Etimología
Hebei significa Al norte del Río (Amarillo). Se abrevia  冀 (pinyin: jì), por la prefectura de Ji (冀州 Jì Zhōu) de tiempos de la dinastía Han, que incluía la parte meridional de Hebei.
Antes de 1928 se llamó Zhili (t. 直隸, s. 直隶, p. Zhílì, Wade-Giles: Chih-li), que quiere decir Directamente Gobernada (por la Corte Imperial). También se la suele llamar Yānzhào (燕赵), por los estados de Yan y Zhao, existentes en la zona durante el periodo de los Reinos Combatientes.
Aparte de la capital, otras ciudades importantes son Handan y Tangshan.
Un pequeño exclave de la provincia está situado entre las ciudades de Pekín y Tianjin.

## Historia

### Prehistoria e historia temprana

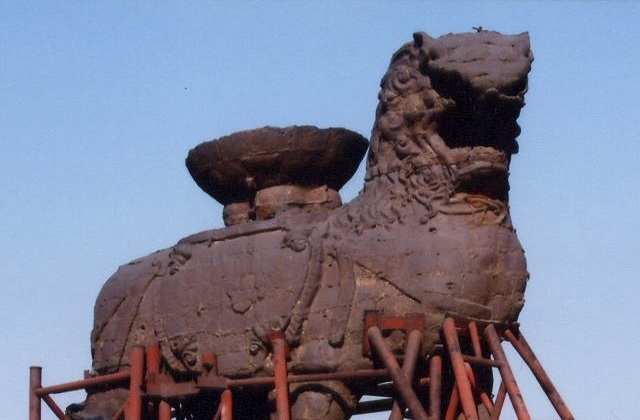
León de hierro de hace 1500 años.

Las llanuras de Hebei fueron el hogar del hombre de Pekín, un grupo prehistórico temprano de Homo erectus que vivió en la zona hace entre 700.000 y 200.000 años. También se han encontrado restos mucho más antiguos, de hace más de dos millones de años, en el yacimiento de Nihewan.
Los hallazgos neolíticos en el sitio prehistórico de Beifudi datan de 7000 y 8000 a. C.
Muchos de los primeros mitos chinos están ambientados en la provincia. Se dice que Fuxi, uno de los Tres augustos y cinco emperadores, habría vivido en la actual  Xingtai. La mítica batalla de Zhuolu, ganada por las  tribus Yanhuang, lideradas por el legendario Emperador Amarillo, y las tribus Jiuli dirigidas por Chi You, tuvo lugar en Zhangjiakou y comenzó la civilización Huaxia.
Durante el periodo de las Primaveras y Otoños (722 a. C.- 476 a. C.), Hebei estuvo bajo gobierno del Estado de Yan (燕), en el norte, y del Estado Jin (晉), en el sur. También durante este periodo, un pueblo nómada conocido como Dí (狄) invadió las llanuras del norte de China y estableció el Estado Zhongshan (中山) en la zona central del actual Hebei. En tiempos del periodo de los Reinos Combatientes (403 a. C. - 221 a. C.), el estado Jin fue dividido y gran parte de su territorio ahora en Hebei cayó en manos del Estado Zhao (赵).

### Dinastías Qin y Han
Tras la unificación de China durante la dinastía Qin en 221 a. C., la dinastía Han (206 a. C. - 220 a. d.) gobernó la zona bajo dos provincias (zhou): prefectura You (Youzhou, 幽州), en el norte, y la provincia JI (Jizhou , 冀州) en el sur. Al final de la dinastía, la mayor parte de Hebei fue disputada por dos señores de la guerra, Gongsun Zan, en el norte, y Yuan Shao, en el sur. Este último salió victorioso, pero fue pronto derrotado por su rival Cao Cao (establecido más al sur, en la actual provincia de Henan) en la batalla de Guandu en 200. Hebei cayó entonces bajo el gobierno del reino de Wei (uno de los Tres Reinos), instaurado por los descendientes de Cao Cao.

### Jin en los Tres Reinos
Después de las invasiones de los pueblos nómadas septentrionales al final de la dinastía Jin Occidental, siguió un periodo de caos, los Dieciséis Reinos y las dinastías Meridionales y Septentrionales.
Hebei, debido a su situación en la frontera septentrional de China, cambió de manos muchas veces, siendo controlada en diversos momentos de la historia por los Zhao Posteriores, los Yan Anteriores, los Qin Anteriores y los Yan Posteriores. La dinastía Wei del Norte reunificó China en 440, pero se dividió en dos en 534, quedando la provincia en la parte oriental (perteneciente primero a los Wei Orientales y después a los Qi del Norte) con su capital en Ye (鄴), cerca de la actual Linzhang. La dinastía Sui restableció la unidad de China en 589.

### Dinastía Tang y las Cinco dinastías

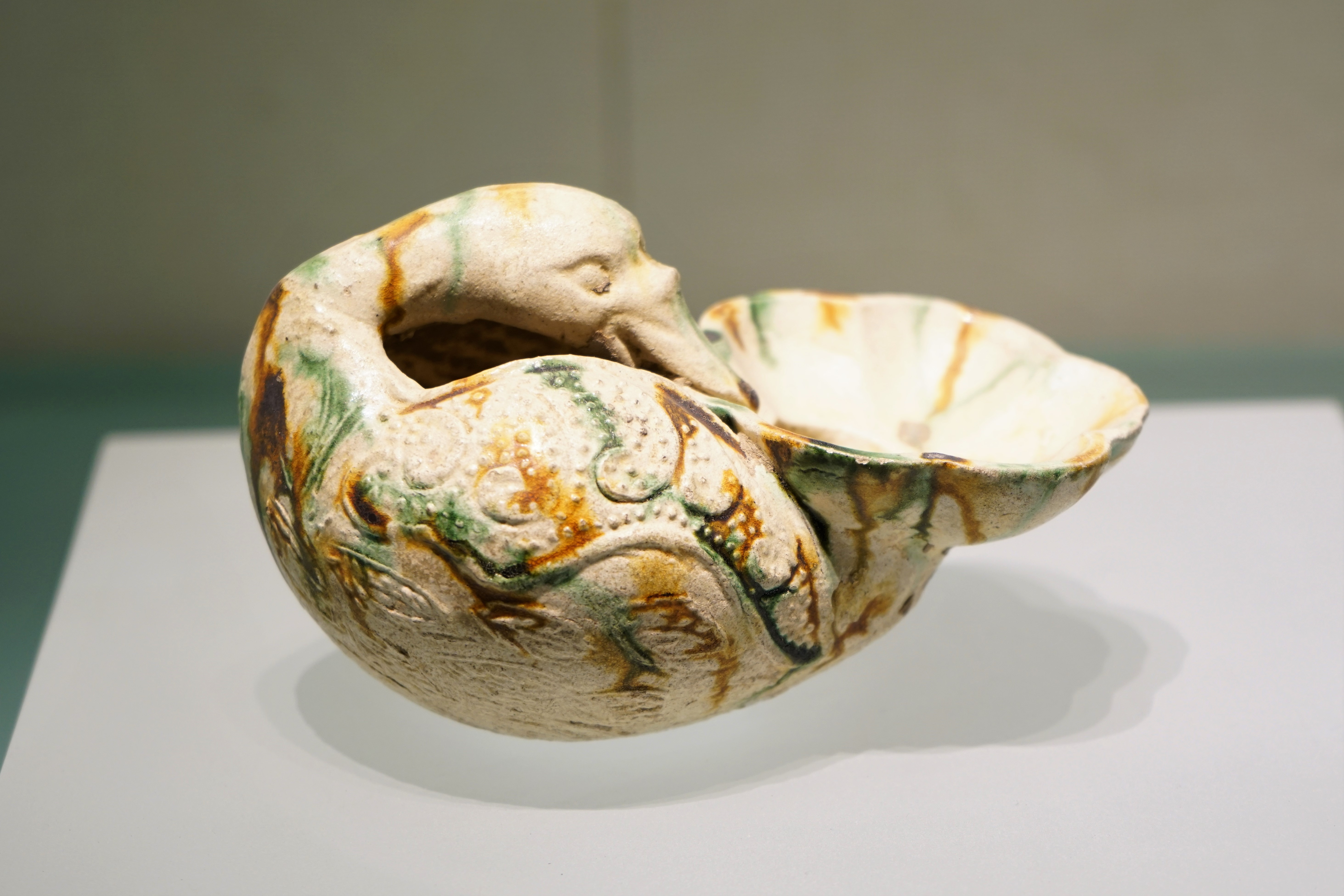
Copa tricolor en forma de pato, dinastía Tang, descubierta en el condado de Anxin

Durante la dinastía Tang (618-907) el área fue oficialmente llamada, por primera vez, «Hebei» ('al norte del río [Amarillo]').
El Gran Estado de Yan se estableció en Hebei del 756 al 763 durante la rebelión de An Lushan. Después de la rebelión, el distrito de Lulong Jiedushi conservó su autonomía del gobierno de los Tang durante la mayor parte del siglo IX. En el período tardío de las Cinco Dinastías y los Diez Reinos, Lulong se dividió entre varios regímenes, incluido el efímero Yan. Finalmente, fue anexado en 913 por Li Cunxu, quien estableció la dinastía Tang posterior (923-936). El emperador Gaozu de la dinastía Jin posterior cedió gran parte del norte de Hebei a la dinastía Liao de los kitán.  Este territorio, llamado las Dieciséis Prefecturas de Yanyun, se convirtió en una debilidad en la defensa china contra los kitanos durante el siglo siguiente porque se encontraba dentro de la Gran Muralla.

### Los Song a lo largo de las dinastías Yuan
Durante la dinastía Song Septentrional (960-1127), las dieciséis prefecturas continuaron siendo una zona de fuerte contención para la China Song frente a los territorios controlados por la dinastía Liao. La dinastía Song Meridional, que llegó a continuación, abandonó toda la parte norte de China, incluyendo Hebei, a la dinastía jurchen Jin (1115-1234) después del incidente de Jingkang de 1127 de las guerras Jin-Song.
Hebei se vio gravemente afectada por las inundaciones del río Amarillo; entre 1048 y 1128, el río atravesó directamente la provincia en lugar de ir hacia el sur.
La mongol dinastía Yuan dividió China en provincias, pero Hebei no fue establecida como una de ellas. En cambio, el área fue administrada directamente por la Secretaría en la capital Dadu.

### Dinastías Ming y Qing
Durante la dinastía Ming se la llamó «Beizhili» (北直隸, pinyin: Běizhílì), El Norte directamente gobernado, porque era directamente dirigida desde la capital imperial, Pekín. La designación de Norte se debe a que había una zona homóloga Sur que abarcaba las actuales Jiangsu y Anhui. Cuando la manchú dinastía Qing llegó al poder en 1644, suprimieron la parte sur y Hebei pasó a ser conocida como "Zhili", o Directamente Gobernado. Durante el gobierno de los Qing, las fronteras septentrionales de Zhili se extendían dentro de la actual Mongolia Interior, solapándose en jurisdicción con las ligas.

### República de China (1912-1949)
La dinastía Qing se derrumbó tras la revolución Xinhai en 1912 y fue reemplazada por la República de China. En unos pocos años, el país cayó en la Guerra Civil, luchando los señores de la guerra regionales por el poder. Debido a la cercanía de Zhili a Pekín (Beijing), la capital, fue escenario de frecuentes guerras, incluyendo la guerra Zhili-Anhui, la primera guerra Zhili-Fengtian y la segunda guerra Zhili-Fengtian. Tras el éxito de la Expedición del Norte, una exitosa campaña del Kuomintang en 1926 y 1927 para terminar con el gobierno de los señores de la guerra, la capital fue trasladada desde Pekín a Nankín. Como resultado, el nombre de Zhili se cambió por el de Hebei, reflejando el hecho de que tenía una administración provincial normalizada, y que la capital había sido trasladada a otro lugar.
Durante la Segunda Guerra Mundial, Hebei estuvo bajo el control del Gobierno nacional reorganizado de la República de China, un estado títere del Japón imperial.

### República Popular de China (desde 1949)

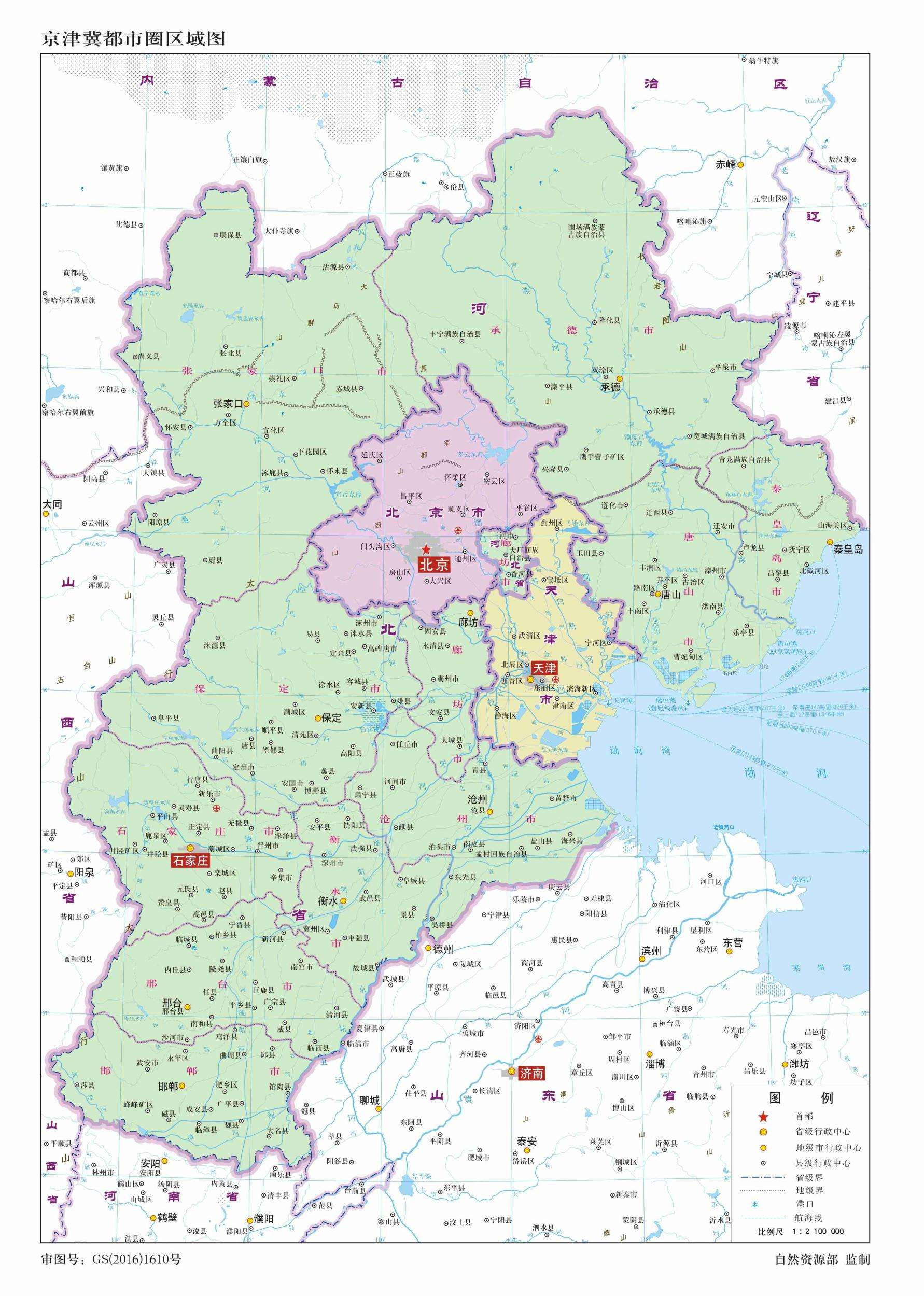
Hebei en 2022

La fundación de la República Popular China trajo diversos cambios: la región que circunda Chengde, antes parte de la provincia de Rehe (históricamente parte de Manchuria), y la región en torno a Zhangjiakou, antes parte de la provincia de Chahar (históricamente parte de Mongolia Interior), fueron incorporadas a Hebei, que extendió sus fronteras hacia el norte, más allá de la Gran Muralla. Mientras tanto, la ciudad de Puyang fue excavada, causando que Hebei perdiera el acceso al río Amarillo. La ciudad se convirtió en parte de la provincia de Pingyuan, de corta duración, antes de ser finalmente anexada a Henan.
La capital fue también trasladada desde Baoding a la nueva ciudad de Shijiazhuang y, por un corto período, a Tianjin.
El 28 de julio de 1976, se produjo un terremoto de 8,2 grados en la escala de Richter. El epicentro se situó en la ciudad de Tangshan. El terremoto de Tangshan fue uno de los más mortíferos de todo el siglo XX, provocando más de 240.000 muertos. Diversas réplicas tuvieron lugar en la ciudad durante el siguiente decenio.
En 2005, arqueólogos chinos desenterraron lo que se ha denominado como el equivalente chino de la italiana Pompeya. Se trata de un asentamiento cercano al pueblo de Liumengchun (柳孟春村), en el distrito de Cang, destruido hace unos 700 años por un gran terremoto, aunque otra posible explicación atribuye su destrucción a las cuatro sucesivas inundaciones que afectaron a la zona en la época en que el asentamiento encontró su repentino final. El asentamiento parece haber sido un importante centro comercial durante la dinastía Song.
Hoy, Hebei, junto con los municipalidades de Beijing y Tianjin que incluye, conforman la región megalópolis de Jing-Jin-Ji. Con una población de 130 millones, tiene aproximadamente seis veces el tamaño del área metropolitana de Nueva York y es uno de los grupos de megalópolis más grandes de China. Beijing también había descargado algunas de sus funciones no relacionadas con la capitalidad a la provincia con el establecimiento de la Nueva Área de  Xiong'an, que integra los tres municipios.

## Geografía

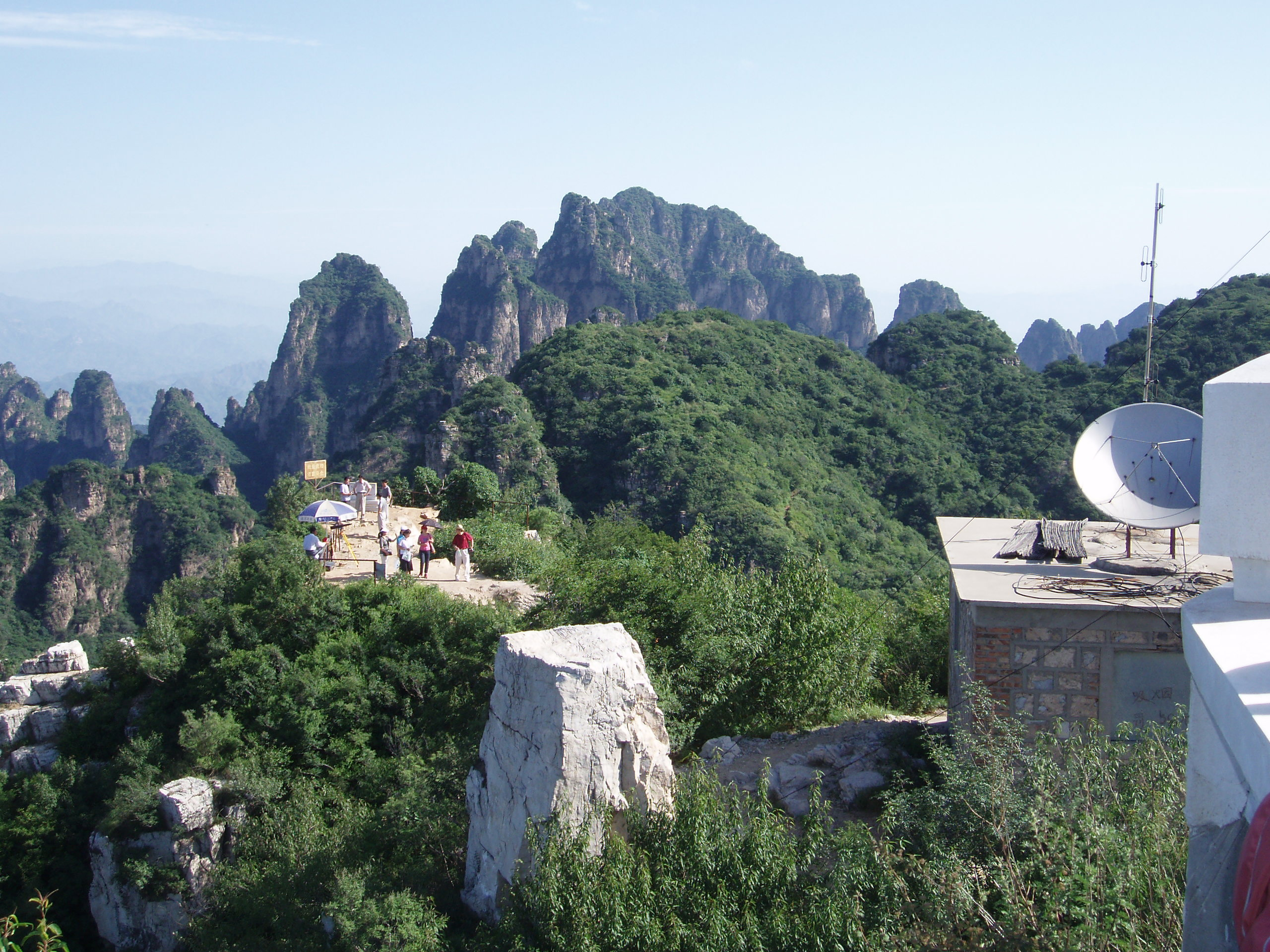
Langyashan (montaña diente de lobo), en el condado de Yi

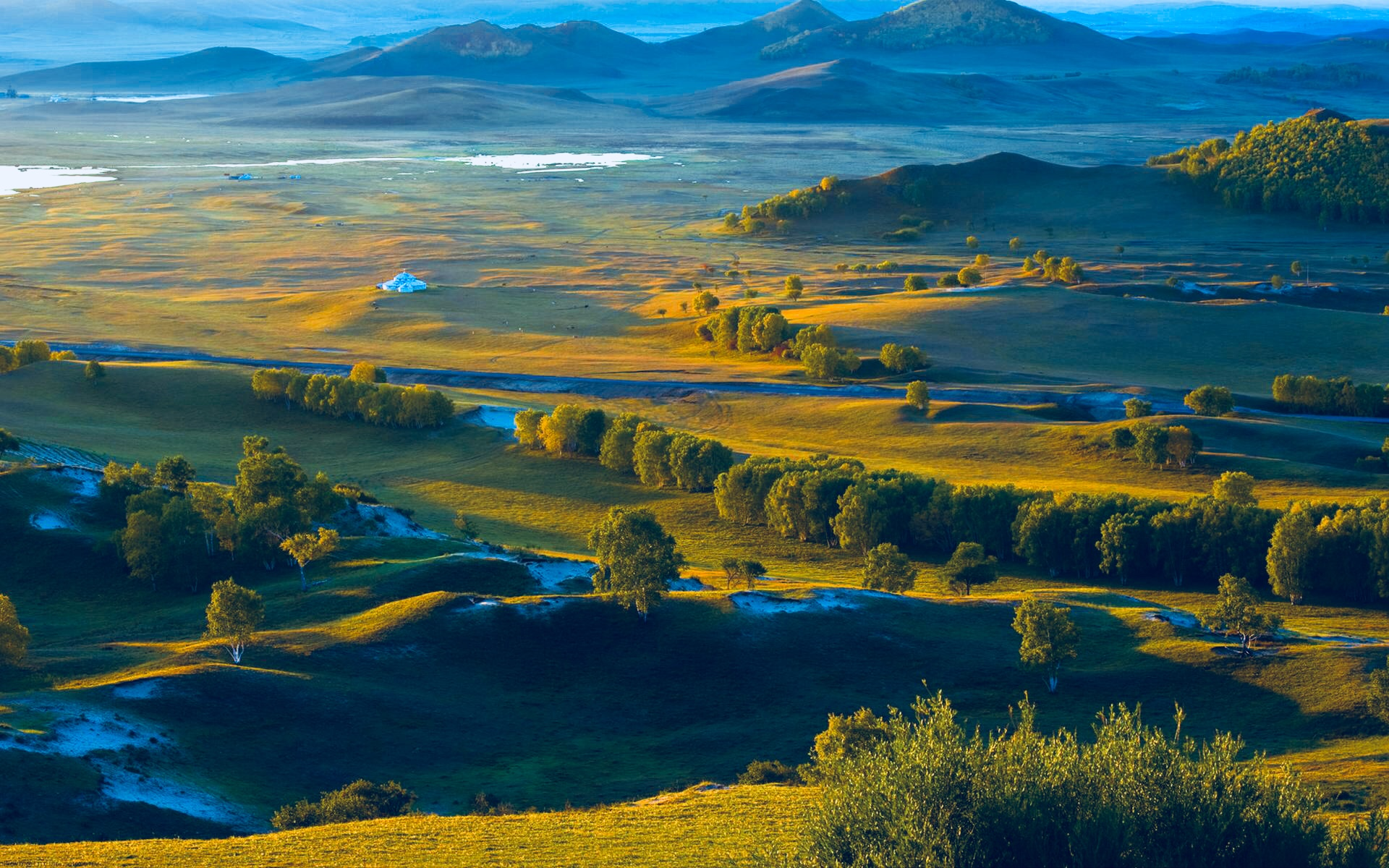
Praderas de Bashang en el condado de Fengning

La provincia de Hebei está limitada por los montes Taihang, al oeste, y las montañas Yan al norte, más allá de las cuales se extienden las llanuras de Mongolia Interior. El sur y centro forman parte de la Gran Llanura China. Al este se encuentra el mar de Bohai. El punto más alto de la región es el monte Xiaowutai de 2882 metros. La Gran Muralla china atraviesa el norte de la provincia de oeste a este, penetra brevemente en el Municipio de Pekín y termina en Shanghaiguan, ya en la costa.
La cuenca del río Hai abarca la mayor parte de las zonas central y meridional de la provincia y la del río Luan la zona noreste. Sin contar los numerosos embalses que se encuentran en las zonas montañosas, el lago más grande es el Baiyangdian, ubicado en su mayor parte en el distrito de Anxin.
El clima es continental monzónico con temperaturas que varían entre los -16 °C y los -3 °C en enero y los 20 °C y 27 °C en julio. Las precipitaciones, de entre 400 y 800 mm anuales, se producen principalmente en verano.
Hebei está situada en una zona de alta actividad sísmica.
Ciudades importantes:
- Shijiazhuang
- Baoding
- Tangshan
- Qinhuangdao
- Handan
- Zhangjiakou

## División administrativa
Hebei está formada por 11 divisiones de nivel de prefectura, todas ciudades-prefectura. Estas están subdivididas en 172 divisiones de nivel de distrito (22 ciudades de nivel de distrito, 108 distritos, 6 distritos autónomos y 36 sectores), divididas a su vez en 2207 divisiones de nivel de municipio (1 sector público, 937 pueblos, 979 municipios, 55 municipios étnicos y 235 subsectores).
| Mapa | #            | Nombre   | Hanzi            | Hanyu Pinyin                   | Tipo |
| ---- | ------------ | -------- | ---------------- | ------------------------------ | ---- |
|      |              |          |                  |                                |      |
| 1    | Shijiazhuang | 石家莊市 | Shíjiāzhuāng Shì | Ciudad con nivel de prefectura |      |
| 2    | Baoding      | 保定市   | Bǎodìng Shì      | Ciudad con nivel de prefectura |      |
| 3    | Cangzhou     | 滄州市   | Cāngzhōu Shì     | Ciudad con nivel de prefectura |      |
| 4    | Chengde      | 承德市   | Chéngdé Shì      | Ciudad con nivel de prefectura |      |
| 5    | Handan       | 邯鄲市   | Hándān Shì       | Ciudad con nivel de prefectura |      |
| 6    | Hengshui     | 衡水市   | Héngshǔi Shì     | Ciudad con nivel de prefectura |      |
| 7    | Langfang     | 廊坊市   | Lángfāng Shì     | Ciudad con nivel de prefectura |      |
| 8    | Qinhuangdao  | 秦皇島市 | Qínhuángdǎo Shì  | Ciudad con nivel de prefectura |      |
| 9    | Tangshan     | 唐山市   | Tángshān Shì     | Ciudad con nivel de prefectura |      |
| 10   | Xingtai      | 邢台市   | Xíngtái Shì      | Ciudad con nivel de prefectura |      |
| 11   | Zhangjiakou  | 張家口市 | Zhāngjiākǒu Shì  | Ciudad con nivel de prefectura |      |

Ver Divisiones Administrativas de Hebei (listado completo de las Divisiones de Nivel de Distrito).

## Economía
En 2004, el producto nacional bruto de Hebei fue de 883.690 millones de yuanes (109.600 millones de dólares), con un incremento del 12.9% respecto al año anterior que la situó como la sexta región dentro de la economía de la República Popular China. La renta per cápita alcanzó los 13.017 renminbi. Los ingresos disponibles per cápita en las áreas urbanas fueron de 7.951 RMB, mientras que en el campo fueron de 3.171 RMB. Los sectores primario, secundario y terciario contribuyeron con 137.040, 470.340 y 276.320 millones de RMB respectivamente. La tasa de desempleo fue del 4%
Los principales productos agrícolas son el maíz, mijo, sorgo y trigo. También se cultiva algodón, cacahuetes, soja y sésamo.
Kailuan, con más de 100 años de historia, fue una de las primeras minas de carbón modernas de China. Sigue siendo una de las principales con una producción de 20 millones de toneladas métricas anuales. La mayor parte de los campos petrolíferos del norte de China se encuentran en Hebei. También hay importantes minas de hierro en Handan y en Qian'an.
Las industrias de mayor actividad en la provincia se dedican a los sectores textil, químico, farmacéutico, cerámico, alimentario, metalúrgico, de ingeniería, del petróleo, de generación de energía y del carbón.

## Demografía
La población de Hebei está formada principalmente por chinos de etnia han. Las minorías incluyen mongoles, manchúes y hui.
| Grupos étnicos de Hebei, censo de 2000 | Grupos étnicos de Hebei, censo de 2000 | Grupos étnicos de Hebei, censo de 2000 |
| Nacionalidad                           | Población                              | Porcentaje                             |
| -------------------------------------- | -------------------------------------- | -------------------------------------- |
| Han                                    | 63 781 603                             | 95,65%                                 |
| Manchú                                 | 2 118 711                              | 3,18%                                  |
| Hui                                    | 542 639                                | 0,78%                                  |
| Mongol                                 | 169 887                                | 0,26%                                  |
| Zhuang                                 | 20 832                                 | 0,031%                                 |

No incluye a los miembros del Ejército Popular de Liberación (EPL) en servicio activo.

Fuente: Departamento de Estadística de Población, Social, Científica y Tecnológica de la Oficina Nacional de Estadística de China (国家统计局人口和社会科技统计司) y Departamento de Desarrollo Económico de la Comisión Estatal China de Asuntos Étnicos (国家民族事务委员会经济发展司), ed. Tabulación de Nacionalidades del censo de población de 2000 de China (《2000年人口普查中国民族人口资料》). 2 vols. Pekín: Editorial de las Nacionalidades (民族出版社), 2003. (ISBN 7-105-05425-5)
En 2004, la tasa de natalidad fue de 11,98 nacimientos por cada 1000 habitantes y la de defunción de 6,19. La proporción hombres/mujeres fue de 104,02 hombres por cada 100 mujeres.

## Cultura

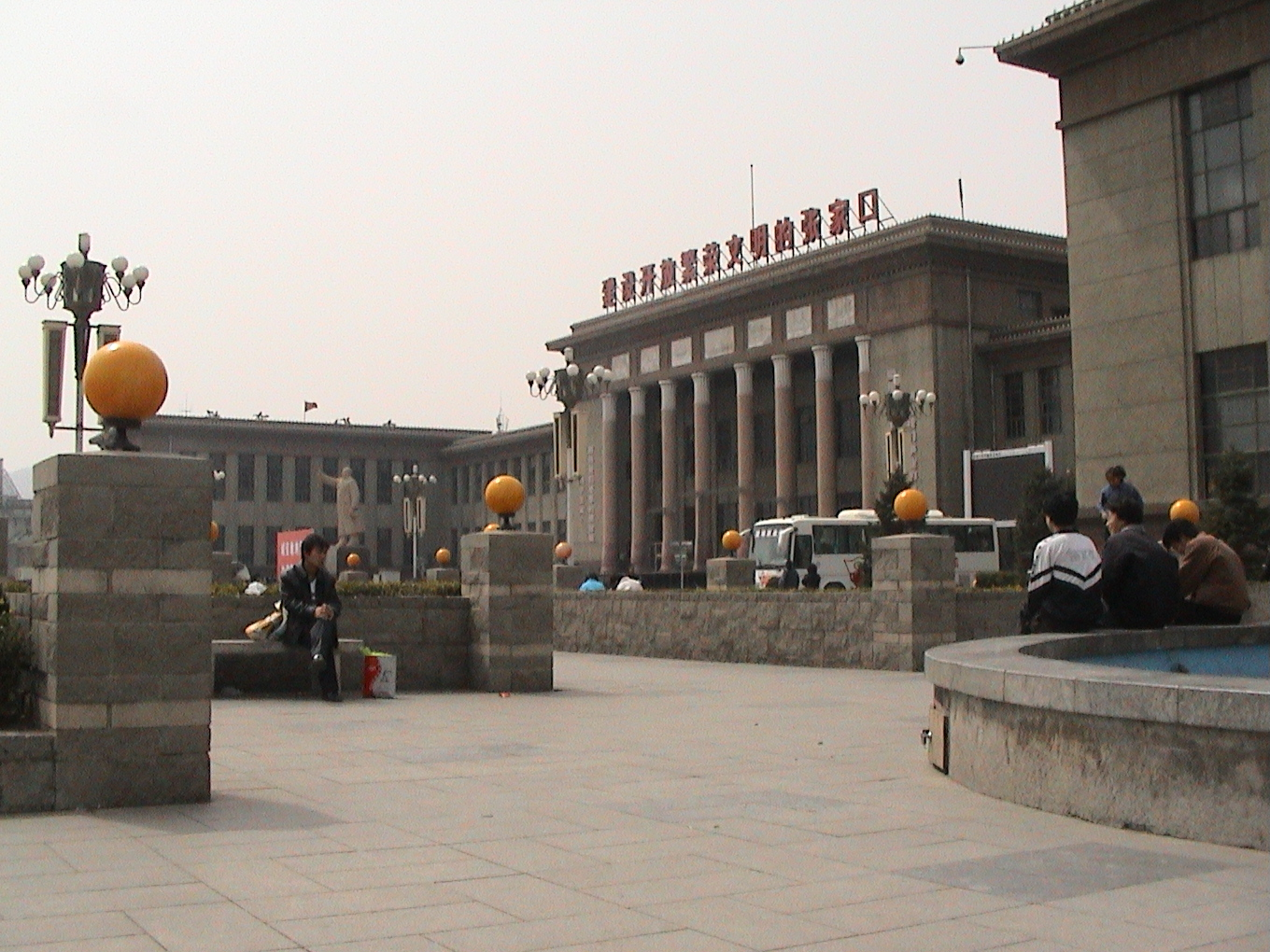
Zhangjiakou (Hebei)

En la mayor parte de Hebei se hablan diversos dialectos del mandarín, la mayoría de los cuales pertenecen a la subdivisión Ji lu. Sin embargo, en las zonas fronterizas con Shanxi, en el oeste, se hablan otros dialectos que los lingüistas consideran que forman parte del Jin, otra subdivisión del chino. En general, los dialectos de Hebei presentan una gran similitud e inteligibilidad con el dialecto de Pekín, que forma la base del chino mandarín normalizado, idioma oficial de la República Popular China.
La ópera de Hebei incluye varias formas tradicionales, como Pingju, Hebei Bangzi y Cangzhou Kuaiban Dagu. La Pingju es especialmente popular, ya que su lenguaje tiende a ser más coloquial y por lo tanto más fácilmente entendible por la audiencia. Originaria del noreste de Hebei, se ha visto influida por otros tipos de ópera china, como la de Pekín. Tradicionalmente hace uso de un solo xiaosheng (papel principal de hombre joven), una xiaodan (papel principal de mujer joven), y un xiaohualian (personaje cómico joven), aunque se han ido incorporando otros personajes.
El distrito de Quyang, en la zona central, es famoso por la porcelana de Dingzhou (tazones, platos, floreros y tazas, así como figuras). Normalmente es de color blanco crema, aunque también se usan otros colores.
La cocina típica se basa en el trigo, el cordero y las judías.
Personajes famosos nacidos en Hebei son Feng Dao (881-954), ministro confuciano; Yan Yuan (1635-1704), filósofo confuciano y Chi Jushan (1876-1962), dramaturgo y erudito.

## Transporte
Al estar situada alrededor de Pekín, Hebei se ve atravesada por las importantes líneas ferroviarias que parten de la capital. La que lleva a Cantón es una de las principales, pasando en su camino hacia el sur por las ciudades de Baoding, Shijiazhuang, Xingtai y Handan. Otros trayectos importantes son los que comunican la capital con Kowloon, Shanghái, Harbin y Baotou. 
Se han construido autopistas de alta velocidad a todas las ciudades-prefectura de Hebei (excepto Chengde), sumando un total de aproximadamente 2000 kilómetros. La longitud total de las autopistas de la provincia es de 40.000 kilómetros.
En la costa del mar de Bohai hay varios puertos, como Qinghuangdao (el segundo de China, con una capacidad de más de cien millones de toneladas), Huanghua y Jingtang.
El aeropuerto Zhengding de Shijiazhuang es el centro del transporte aéreo de la región. Admite vuelos nacionales e internacionales.

## Turismo

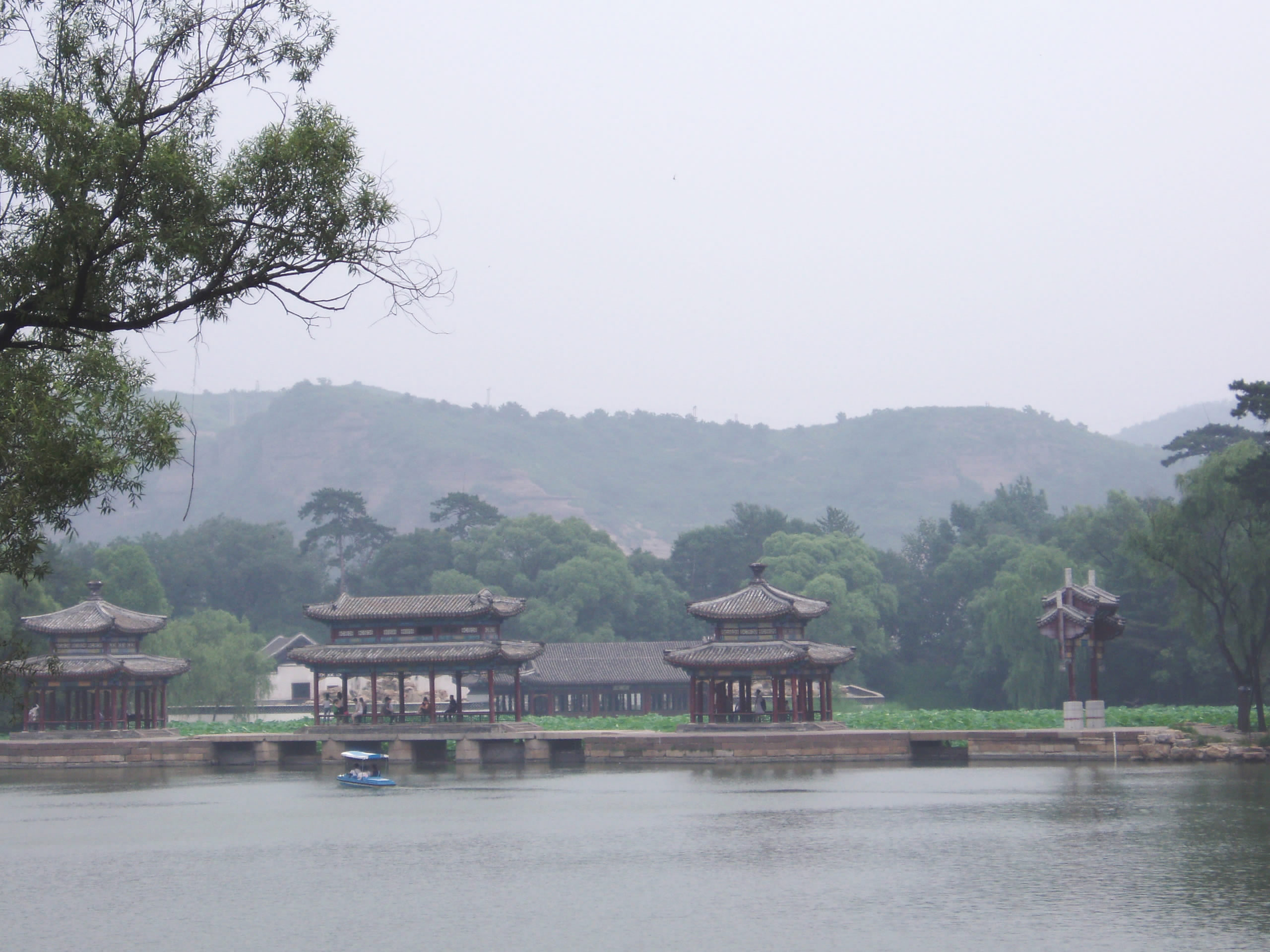
Villa de Veraneo de Chengde.

La Gran Muralla Ming atraviesa la parte septentrional de Hebei y termina en Shanhaiguan, cerca de Qinghuangdao. En Shanhaiguan (Paso Shanhaiguan), conocido como "El primer paso del mundo" (天下第一關), el general ming Wu Sangui, abrió las puertas a las fuerzas manchúes en 1644, dando comienzo a los 300 años de gobierno manchú. Shanhaiguan es también la entrada sicológica a Manchuria, por lo que durante siglos a esa región se la conoció como "Fuera del Paso" o "Al este del Paso". La cercana Beidaihe es una popular zona de playas bien conocida como antiguo lugar de encuentro de altos oficiales del gobierno.
La Villa de Veraneo de Chengde y los templos que la rodean son Patrimonio de la Humanidad. También conocido como Palacio Rehe, fue el lugar de veraneo de los emperadores de la dinastía Qing. Construido entre 1703 y 1792, consta de un conjunto palaciego, un gran parque con lagos, pabellones, caminos elevados, puentes... y varios templos tibetanos y han.
En Zunhua hay 76 tumbas imperiales y en Yixian 161, donde reposan los restos de emperadores, emperatrices y otros miembros de la familia imperial Qing. También son Patrimonio de la Humanidad.
El puente de Anji en Zhaozhou, construido por Li Chun durante la dinastía Sui es el puente en arco de piedra más antiguo de China, y uno de los más significativos ejemplos de la ingeniería civil china de la época premoderna.
En Baoding, la antigua capital provincial, se encuentra la histórica residencia del gobernador Zhili.
En Xibaipo, a 90 kilómetros de Shijiazhuang, estuvo el Comité Central del partido comunista y el cuartel general del Ejército Popular de Liberación durante las etapas decisivas de la guerra civil china entre el 26 de mayo de 1948 y el 23 de marzo de 1949, fecha en la que fueron trasladados a Pekín. Hay un monumento conmemorativo.